# Polygala doerfleri
Polygala doerfleri är en jungfrulinsväxtart som beskrevs av August von Hayek. Polygala doerfleri ingår i släktet jungfrulinssläktet, och familjen jungfrulinsväxter. Inga underarter finns listade i Catalogue of Life.